# Giuseppe Fiamingo
Giuseppe Maria Fiamingo (Riposto, 20 aprile 1875 – Latina, 22 novembre 1966) è stato un sociologo e politico italiano.

## Biografia
Nato a Riposto, in provincia di Catania, si diplomò in Scienze economiche e commerciali nel 1893 alla scuola superiore di commercio di Bari; nel 1894 fondò a Palermo (insieme a Giuseppe Vadalà Papale e a Filippo Virgilii), la Rivista di sociologia, di cui fu co-direttore sino al 1898; tra il 1894 e il 1896 tenne un corso di sociologia criminale alla Université nouvelle di Bruxelles.
Diresse la Rivista italiana di sociologia dal 1917 al 1921 e, dal 1919 al 1921, fu anche deputato del Regno d'Italia per il collegio di Siracusa.
Morto nel 1966 all'età di 91 anni, è sepolto al Campo Cestio di Roma.